# Bernhard I van Saksen
Bernhard  (rond 940 - Corvey, 9 februari 1011) was een zoon van hertog Herman Billung. In 973 volgde hij zijn vader op als hertog van Saksen. Hij sloeg in 974, 983 en 994 Deense aanvallen op Saksen af. Zijn steun voor Otto III was beslissend voor diens koningskeuze in 983. Bernard was maarschalk van de rijksdag in Quedlinburg van 986. Hij nam deel aan de veldtochten van 991 en 995 tegen de Slaven. Bernard vergrootte zijn eigen bezittingen, vooral rond de Wezer. In 1001 was hij bij de koning in Ravenna. In 1002 huldigde hij namens de Saksische stam koning Hendrik II, nadat die de rechten van de Saksen had bevestigd. Bernard had conflicten met de graven van Stade en de aartsbisschoppen van Bremen. Hij had de grafelijke rechten in het grootste deel van Saksen en bezat vele voogdijen.
Bernhard was gehuwd met Hildegard van Stade (ca. 965  –  3 oktober 1011), dochter van graaf Hendrik I de Kale (ca. 935  –  11 mei 976), zoon van Lothar II van Walbeck, en Hildegard van Rheinhausen (ca. 945  –  11 juni ?), dochter van Elli van de Hassegau (ca. 910  –  12 mei 965). Zij kregen de volgende kinderen:
- Herman, jong overleden.
- Bernhard II van Saksen (-1059).
- Thietmar (- Pöhlde, 1 oktober 1048), deed een schenking aan Petrus en Paulusklooster (Abdinghof) te Paderborn en plunderde de bezittingen van bisschop Meinwerk daar. Hij overleed tijdens een duel aan het hof. Zijn zoon Thietmar werd in 1053 vogelvrij verklaard.
- Godesti (- 30 juni na 1040), abdis in Metelen, vanaf 1002 abdis van Sticht Herford en stichtte in 1011 een abdij in Herford.
- Mogelijk Mathilde (- Gernrode, 28 april 1014), non in Gernrode.

Bernhard en Hildegard stierven tijdens dezelfde epidemie en zijn allebei begraven in de Sint-Michaeliskerk te Lüneburg (stad).
Voor zijn huwelijk met Hildegard heeft Bernard nog een dochter gekregen bij een onbekende vrouw:
- Imma, non in Herford.

## Voorouders
| Voorouders van Bernhard I van Saksen (~940-1011) | Voorouders van Bernhard I van Saksen (~940-1011)                | Voorouders van Bernhard I van Saksen (~940-1011)                | Voorouders van Bernhard I van Saksen (~940-1011)                | Voorouders van Bernhard I van Saksen (~940-1011)                | Voorouders van Bernhard I van Saksen (~940-1011)                | Voorouders van Bernhard I van Saksen (~940-1011)                | Voorouders van Bernhard I van Saksen (~940-1011)                | Voorouders van Bernhard I van Saksen (~940-1011)                |
| ------------------------------------------------ | --------------------------------------------------------------- | --------------------------------------------------------------- | --------------------------------------------------------------- | --------------------------------------------------------------- | --------------------------------------------------------------- | --------------------------------------------------------------- | --------------------------------------------------------------- | --------------------------------------------------------------- |
| Overgrootouders                                  | Wichman II (-880) ∞ ? (-)                                       | Wichman II (-880) ∞ ? (-)                                       | ? (-) ∞ ? (-)                                                   | ? (-) ∞ ? (-)                                                   | ? (-) ∞ ? (-)                                                   | ? (-) ∞ ? (-)                                                   | ? (-) ∞ ? (-)                                                   | ? (-) ∞ ? (-)                                                   |
| Grootouders                                      | Egbert Billung (~865-932) ∞ 1561 ? (-)                          | Egbert Billung (~865-932) ∞ 1561 ? (-)                          | Egbert Billung (~865-932) ∞ 1561 ? (-)                          | Egbert Billung (~865-932) ∞ 1561 ? (-)                          | ? (-) ∞ ? (-)                                                   | ? (-) ∞ ? (-)                                                   | ? (-) ∞ ? (-)                                                   | ? (-) ∞ ? (-)                                                   |
| Ouders                                           | Herman Billung (900/12-973) ∞ Oda en met Hildesuith (1546-1617) | Herman Billung (900/12-973) ∞ Oda en met Hildesuith (1546-1617) | Herman Billung (900/12-973) ∞ Oda en met Hildesuith (1546-1617) | Herman Billung (900/12-973) ∞ Oda en met Hildesuith (1546-1617) | Herman Billung (900/12-973) ∞ Oda en met Hildesuith (1546-1617) | Herman Billung (900/12-973) ∞ Oda en met Hildesuith (1546-1617) | Herman Billung (900/12-973) ∞ Oda en met Hildesuith (1546-1617) | Herman Billung (900/12-973) ∞ Oda en met Hildesuith (1546-1617) |